# Turka nudus
Turka nudus är en tvåvingeart som först beskrevs av Pavel Lehr 1996.  Turka nudus ingår i släktet Turka och familjen rovflugor.
Artens utbredningsområde är Kazakstan. Inga underarter finns listade i Catalogue of Life.